# Хван Юнгиль
Хван Юнги́ль (кор. 黃允吉, 황윤길, [hwaŋ jungil]; 1536-?) — чосонский государственный и политический деятель. Посол вана Сонджо в Японии. Представитель «Западной фракции».

## Биография
Происходил из уезда Чансу провинции Чолла́.
В 1561 году успешно сдал экзамены кваго на должность гражданского чиновника. С 1563 года занимал пост докладчика 6 ранга Палаты цензоров (正言, 정언). В 1567 году занял кресло помощника инспектора 5 ранга Совета инспекторов (持平, 지평). В 1585 году, после работы надзирателем 3 ранга (牧使, 목사) в Хванджу (황주, 黃州) (провинция Хванхэ), получил назначение на пост чхампхан (замминистра по военным делам).
В 1590 году был отправлен во главе «посольства доброй воли» в Японию. По возвращении предсказал предстоящее нападение японцев. Из-за политического давления «Восточной фракции», в том числе позиции вице-посла Ким Сонъиля, его предостережению не придали значения.